# Ozan Kabak
Ozan Muhammed Kabak (sinh ngày 25 tháng 3 năm 2000) là một cầu thủ bóng đá chuyên nghiệp người Thổ Nhĩ Kỳ, anh đang chơi ở vị trí trung vệ tại Bundesliga cho câu lạc bộ 1899 Hoffenheim và Đội tuyển bóng đá quốc gia Thổ Nhĩ Kỳ.

## Sự nghiệp câu lạc bộ

### Galatasaray
Ozan được huấn luyện với Galatasaray học viện trẻ, gia nhập năm 2011. Anh ký hợp đồng chuyên nghiệp đầu tiên với Galatasaray vào ngày 1 tháng 7 năm 2017. Ozan đã có trận ra mắt chuyên nghiệp cho Galatasaray trong trận Süper Lig thắng Yeni Malatyaspor 2-0 vào ngày 12 tháng 5 năm 2018.

### VfB Stuttgart
Vào ngày 17 tháng 1 năm 2019, Kabak chuyển đến Bundesliga tại VfB Stuttgart, nơi anh ký hợp đồng đến tháng 6 năm 2024. Vào ngày 3 tháng 3, anh ghi hai bàn trong chiến thắng 5–1 trước Hannover 96, ghi bàn thắng đầu tiên trong sự nghiệp. Khi làm được điều đó, ở tuổi 18, 11 tháng và 7 ngày, anh trở thành trung vệ trẻ nhất người Thổ Nhĩ Kỳ, và là cầu thủ trẻ thứ ba của Stuttgart từng ghi hai bàn trong một trận đấu tại Bundesliga.

### Schalke 04
Vào ngày 30 tháng 6 năm 2019, Kabak gia nhập Schalke 04 theo hợp đồng 5 năm với mức phí 15 triệu euro, sau khi Schalke kích hoạt điều khoản giải phóng trong hợp đồng của anh ấy. Anh ấy chơi thường xuyên trong mùa giải đầu tiên của mình với câu lạc bộ, xuất hiện trong 28 trận đấu và ghi ba bàn thắng. Vào tháng 9 năm 2020, anh ta bị cấm thi đấu 5 trận và bị phạt 15.000 euro sau khi bị bắt quả tang nhổ vào Ludwig Augustinsson của Werder Bremen. Kabak đã xin lỗi Augustinsson qua Twitter sau đó, khẳng định sự cố khiến anh bị thẻ đỏ chỉ là một tai nạn.

#### cho mượn tại Liverpool
Vào ngày 1 tháng 2 năm 2021, Kabak ký hợp đồng với Liverpool dưới dạng cho mượn trong phần còn lại của mùa giải 2020–21. Thỏa thuận được cho là trị giá 1 triệu bảng, cộng với 500.000 bảng bổ sung có khả năng phụ thuộc vào số lần xuất hiện và màn trình diễn của Liverpool tại Champions League. Nó cũng bao gồm một điều khoản mua đứt, được đặt ở mức khoảng 18 triệu bảng và có thể tăng lên 26,5 triệu bảng với các tiện ích bổ sung. Anh ấy gia nhập Liverpool cùng ngày với Ben Davies.

#### cho mượn tại Norwich City
Vào ngày 30 tháng 8 năm 2021,Kabak đã kí vào bản hợp đồng với Norwich theo dạng cho mượn

## Sự nghiệp quốc tế
Ozan là một cầu thủ trẻ quốc tế của Thổ Nhĩ Kỳ. Anh ấy là đội trưởng của U17 Thổ Nhĩ Kỳ tại Giải vô địch bóng đá trẻ 17 châu Âu UEFA 2017, và được liệt kê là một trong 10 người chơi đáng xem nhất UEFA.  Vào ngày 17 tháng 11 năm 2019, Kabak đã có trận ra mắt trong Đội tuyển cấp cao của Thổ Nhĩ Kỳ tại Vòng loại UEFA Euro 2020 đấu với Andorra, chơi trọn vẹn trận đấu mà Thổ Nhĩ Kỳ thắng 2–0.

## Thống kê sự nghiệp

### Câu lạc bộ
Tính đến ngày 24 tháng 4 năm 2021.
| Câu lạc bộ          | Mùa giải            | Giải vô địch quốc gia | Giải vô địch quốc gia | Giải vô địch quốc gia | Cúp quốc gia | Cúp quốc gia | Châu Âu | Châu Âu | Khác | Khác | Tổng cộng | Tổng cộng |
| Câu lạc bộ          | Mùa giải            | Giải đấu              | Trận                  | Bàn                   | Trận         | Bàn          | Trận    | Bàn     | Trận | Bàn  | Trận      | Bàn       |
| ------------------- | ------------------- | --------------------- | --------------------- | --------------------- | ------------ | ------------ | ------- | ------- | ---- | ---- | --------- | --------- |
| Galatasaray         | 2017–18             | Süper Lig             | 1                     | 0                     | 0            | 0            | 0       | 0       | —    | —    | 1         | 0         |
| Galatasaray         | 2018–19             | Süper Lig             | 13                    | 0                     | 0            | 0            | 4       | 0       | —    | —    | 17        | 0         |
| Galatasaray         | Tổng cộng           | Tổng cộng             | 14                    | 0                     | 0            | 0            | 4       | 0       | —    | —    | 18        | 0         |
| VfB Stuttgart       | 2018–19             | Bundesliga            | 15                    | 3                     | 0            | 0            | —       | —       | 2    | 0    | 17        | 3         |
| Schalke 04          | 2019–20             | Bundesliga            | 26                    | 3                     | 2            | 0            | —       | —       | —    | —    | 28        | 3         |
| Schalke 04          | 2020–21             | Bundesliga            | 14                    | 0                     | 0            | 0            | —       | —       | —    | —    | 14        | 0         |
| Schalke 04          | Tổng cộng           | Tổng cộng             | 40                    | 3                     | 2            | 0            | —       | —       | —    | —    | 42        | 3         |
| Liverpool (mượn)    | 2020–21             | Premier League        | 9                     | 0                     | —            | —            | 4       | 0       | —    | —    | 13        | 0         |
| Tổng cộng sự nghiệp | Tổng cộng sự nghiệp | Tổng cộng sự nghiệp   | 78                    | 6                     | 2            | 0            | 8       | 0       | 2    | 0    | 90        | 6         |

1. ↑  Appearances in UEFA Champions League
2. ↑  Appearances in Bundesliga relegation play-offs

### Đội tuyển quốc gia
Tính đến 26 tháng 3 năm 2024.
| Đội tuyển quốc gia | Năm       | Trận | Bàn |
| ------------------ | --------- | ---- | --- |
| Thổ Nhĩ Kỳ         | 2019      | 1    | 0   |
| Thổ Nhĩ Kỳ         | 2020      | 6    | 0   |
| Thổ Nhĩ Kỳ         | 2021      | 6    | 0   |
| Thổ Nhĩ Kỳ         | 2022      | 7    | 1   |
| Thổ Nhĩ Kỳ         | 2023      | 4    | 1   |
| Thổ Nhĩ Kỳ         | 2024      | 1    | 0   |
| Tổng cộng          | Tổng cộng | 25   | 2   |

Bàn thắng và kết quả của Thổ Nhĩ Kỳ được để trước.
| #  | Ngày                 | Địa điểm                                        | Đối thủ  | Bàn thắng | Kết quả | Giải đấu |
| -- | -------------------- | ----------------------------------------------- | -------- | --------- | ------- | -------- |
| 1. | 16 tháng 11 năm 2022 | Sân vận động Diyarbakır, Diyarbakır, Thổ Nhĩ Kỳ | Scotland | 1–0       | 2–1     | Giao hữu |
| 2. | 12 tháng 9 năm 2023  | Cegeka Arena, Genk, Bỉ                          | Nhật Bản | 1–3       | 2–4     | Giao hữu |

## Danh hiệu

### Club
Galatasaray
- Süper Lig: 2017–18[18]

### Cá nhân
- Bundesliga Tân binh của mùa giải: 2018–19[19][20][21]